# Ликург Афинский
Ликург (греч. Λυκοῦργος; 396—323 годы до н. э.) — афинский государственный деятель и оратор.

## Биография
Сын Ликофрона, из древнего рода Бутадов, в течение 12 лет управлял финансами Афин (338—326 годы до н. э.); умер вскоре по окончании управления. Его заслуги по вооружению и украшению города подробно изложены в народном декрете 307 года, определившем поставить Ликурга медную статую, дать старшему в роде его потомку даровой стол в пританее и вырезать на мраморных камнях все его постановления; несколько обломков от последних дошло до нас. Ликург, ставивший своей специальной целью предавать суду всех казнокрадов и изменников, не мог не быть оратором. Древние знали 15 речей его, в том числе 2, сказанные в оправдание его финансовой политики. Сохранилась из них только речь против Леократа, бежавшего после
битвы при Херонее. Из одного намёка Эсхина в речи против Ктесифонта можно заключить, что Леократ был оправдан.